# لئوناردو کامپانا
لئوناردو کامپانا (انگلیسی: Leonardo Campana؛ زادهٔ ۲۴ ژوئیهٔ ۲۰۰۰) بازیکن فوتبال اهل اکوادور است.
از باشگاه‌هایی که در آن بازی کرده‌است می‌توان به باشگاه ورزشی بارسلونا و باشگاه فوتبال ولورهمپتون واندررز و باشگاه فوتبال اینتر میامی اشاره کرد.
وی همچنین در تیم‌های ملی فوتبال زیر ۲۰ سال اکوادور و اکوادور بازی کرده‌است.